# Romet R250V
Romet R250V – motocykl sprzedawany w Polsce w 2008 roku pod marką Romet.

## Historia modelu
Motocykl typu cruiser sygnowany reaktywowaną popularną polską marką Romet, bazujący na motocyklu chińskiej produkcji Jinlun Spartan JL250V, sprzedawanym m.in. na terenie Wielkiej Brytanii w latach 2007-2009. W Polsce oferowany był tylko w wersji kolorystycznej czarno-srebrnej i produkowany tylko w 2008. Ze względu na dość wysoką cenę, 11-12 tys. złotych, był na niego słaby popyt, w związku z czym produkcji zaniechano a Romet Motors skupił się na produkcji tańszych i mniejszych modeli R150 i R250.
Motocykl przeznaczony jest dla początkujących motocyklistów, szukających spokojnej i w miarę komfortowej jazdy. Silnik w układzie V o pojemności 250 ccm zapewnia podstawową dynamikę jazdy, moment obrotowy pozwala pokonywać wysokie wzniesienia nawet na 5 biegu. Romet R250V w standardzie wyposażony jest w kufry boczne oraz oparcie dla pasażera, co pozwala podróżować na dalsze odległości. Posiada wskaźnik ładowania akumulatora i wskaźnik paliwa, ale brakuje obrotomierza. Podobnie jak w większości cruiserów nie ma wskaźnika używanego biegu.
Pozycja na motocyklu dla osób powyżej około 170 cm wzrostu nie powinna stanowić problemu. Z racji dość krótkiej kierownicy i długiej odległości od siedziska ręce są wyprostowane.
Zawieszenie jest zestrojone dość miękko. Przy większych prędkościach, szczególnie na ostrych łukach, Romet R250V może wydać się niestabilny.
Bolączką tego motocykla są usterki powodowane słabą jakością wykonania, słabymi materiałami użytymi do produkcji drobnych części oraz problemem z ich zdobyciem i ich nieskatalogowaniem. Instrukcja dołączona przez Romet Motors nie wskazuje wielu ważnych cech i danych, co utrudnia eksploatację.

## Dane techniczne
- Wymiary: 2375 mm x 950 mm x 1125 mm,
- Masa pojazdu gotowego do jazdy: 170 kg,
- Dopuszczalna ładowność: 150 kg,
- Silnik: czterosuwowy, dwucylindrowy w układzie V, chłodzony powietrzem,
- Pojemność: 248,9 cm³,
- Moc maksymalna: 12,7 kW (17,2 KM) przy 8000 obr./min.,
- Rozruch: elektryczny,
- Zapłon: elektroniczny CDI,
- Przeniesienie napędu: łańcuch,
- Prędkość maksymalna: 130 km/h,
- Pojemność zbiornika paliwa: 17 l,
- Hamulec przód/tył: tarczowy/tarczowy,
- Opony przód/tył: 110/90-16 / 130/90-15,
- Amortyzator z tyłu: podwójny,
- Wyposażenie dodatkowe: kufry boczne, oparcie pasażera, wskaźnik ładowania akumulatora.